# Opsiphanes invirae
Opsiphanes invirae är en fjärilsart som beskrevs av Jacob Hübner 1818. Opsiphanes invirae ingår i släktet Opsiphanes och familjen praktfjärilar. Inga underarter finns listade i Catalogue of Life.

## Bildgalleri

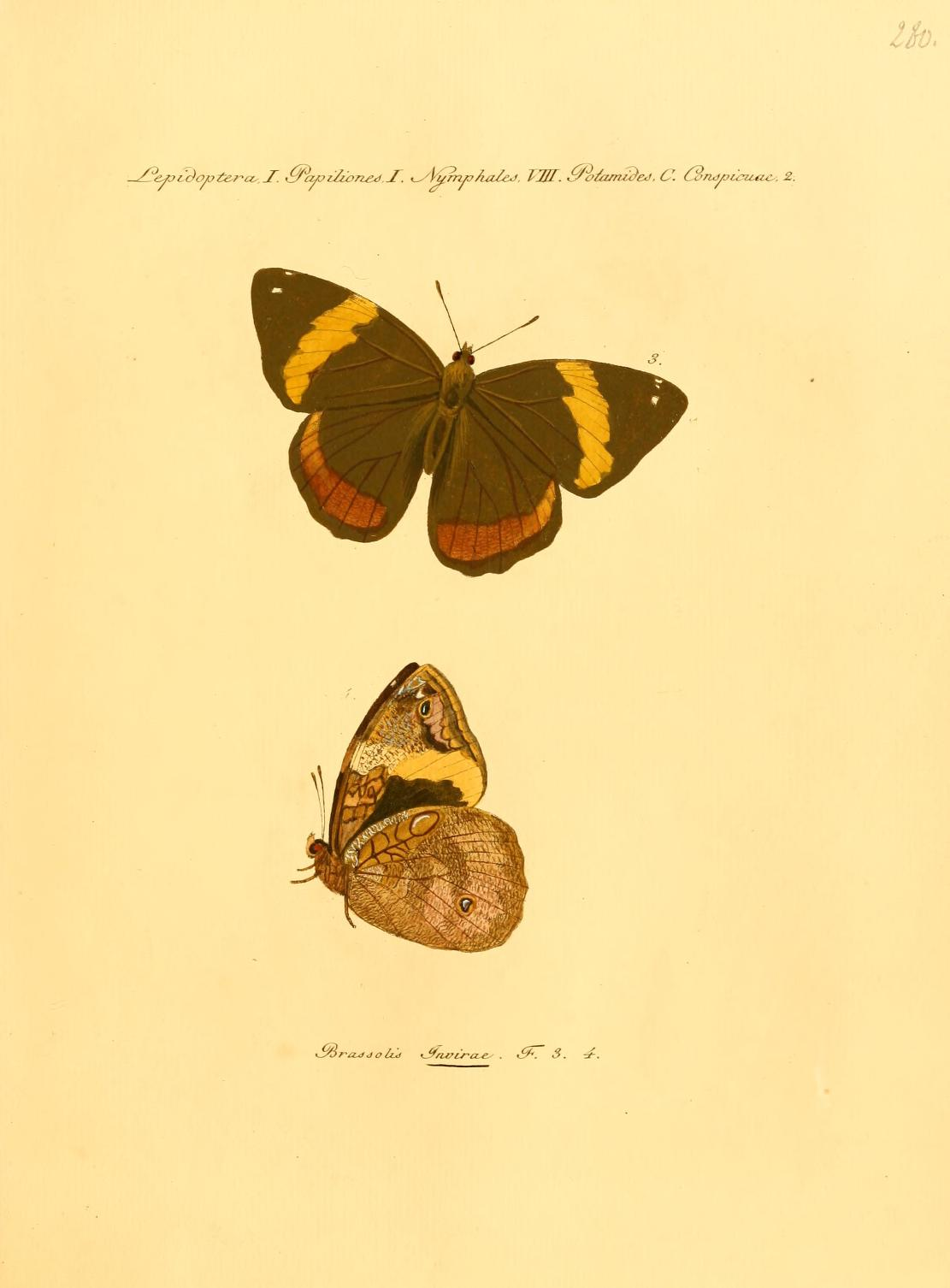
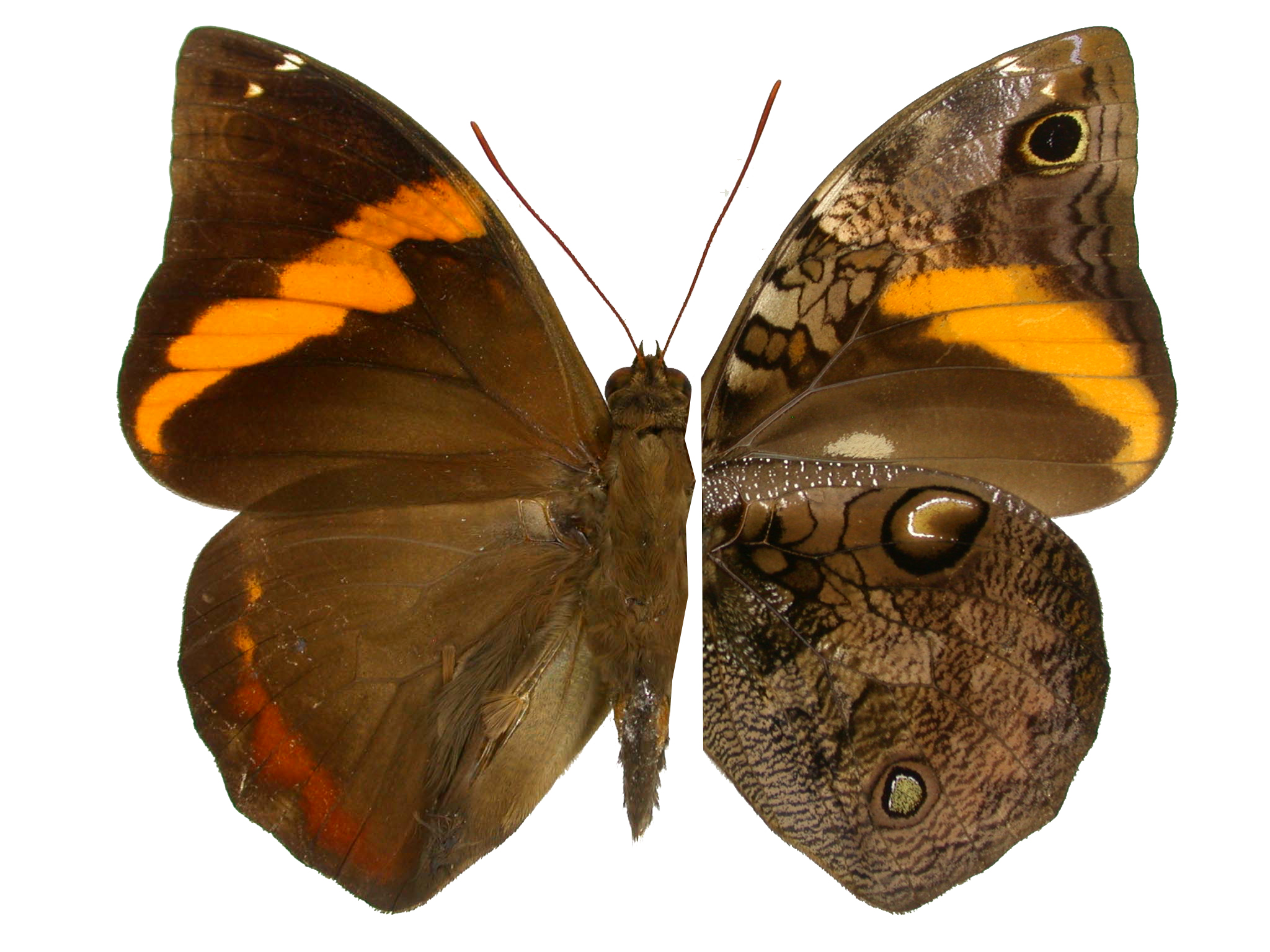
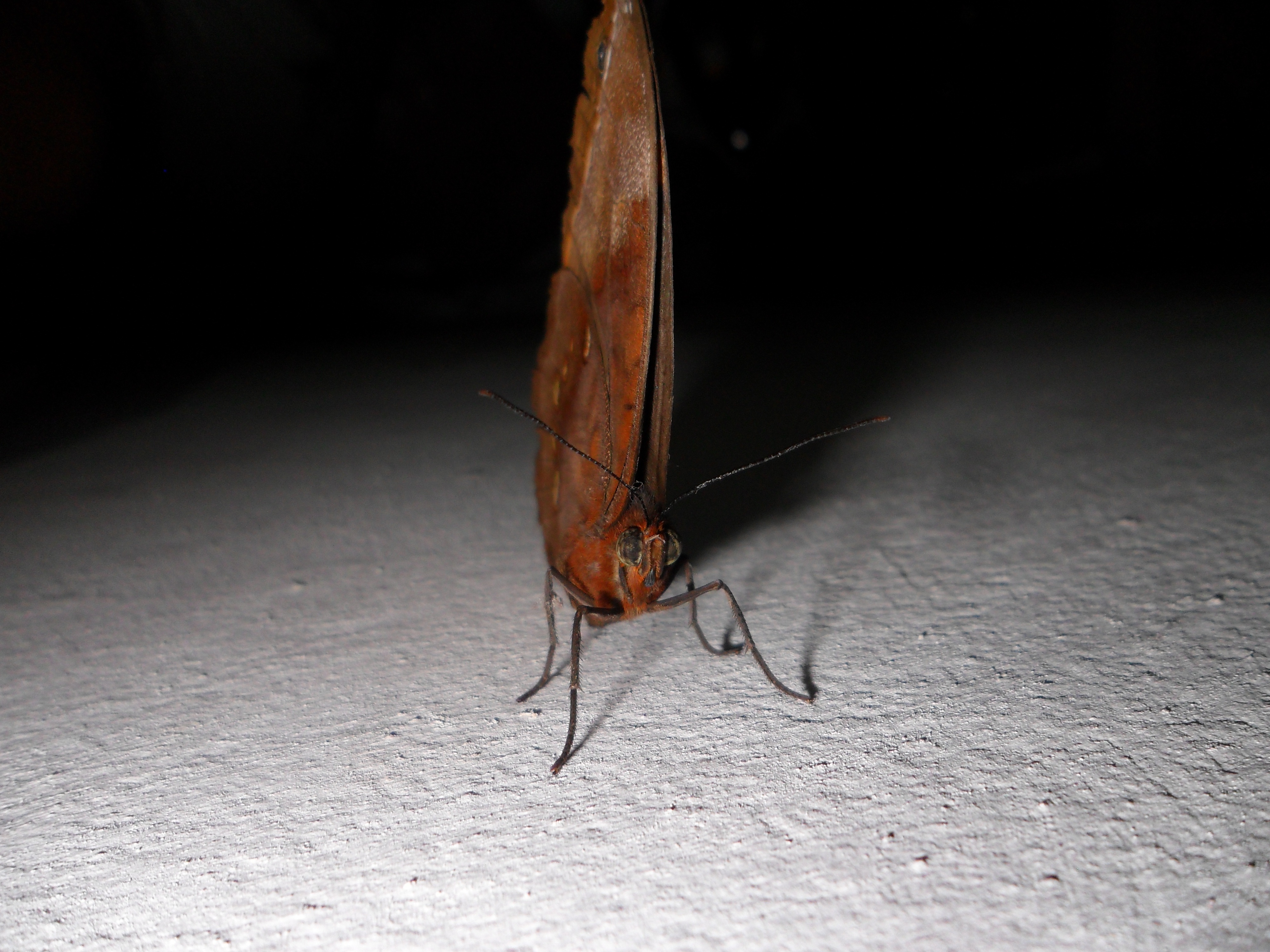
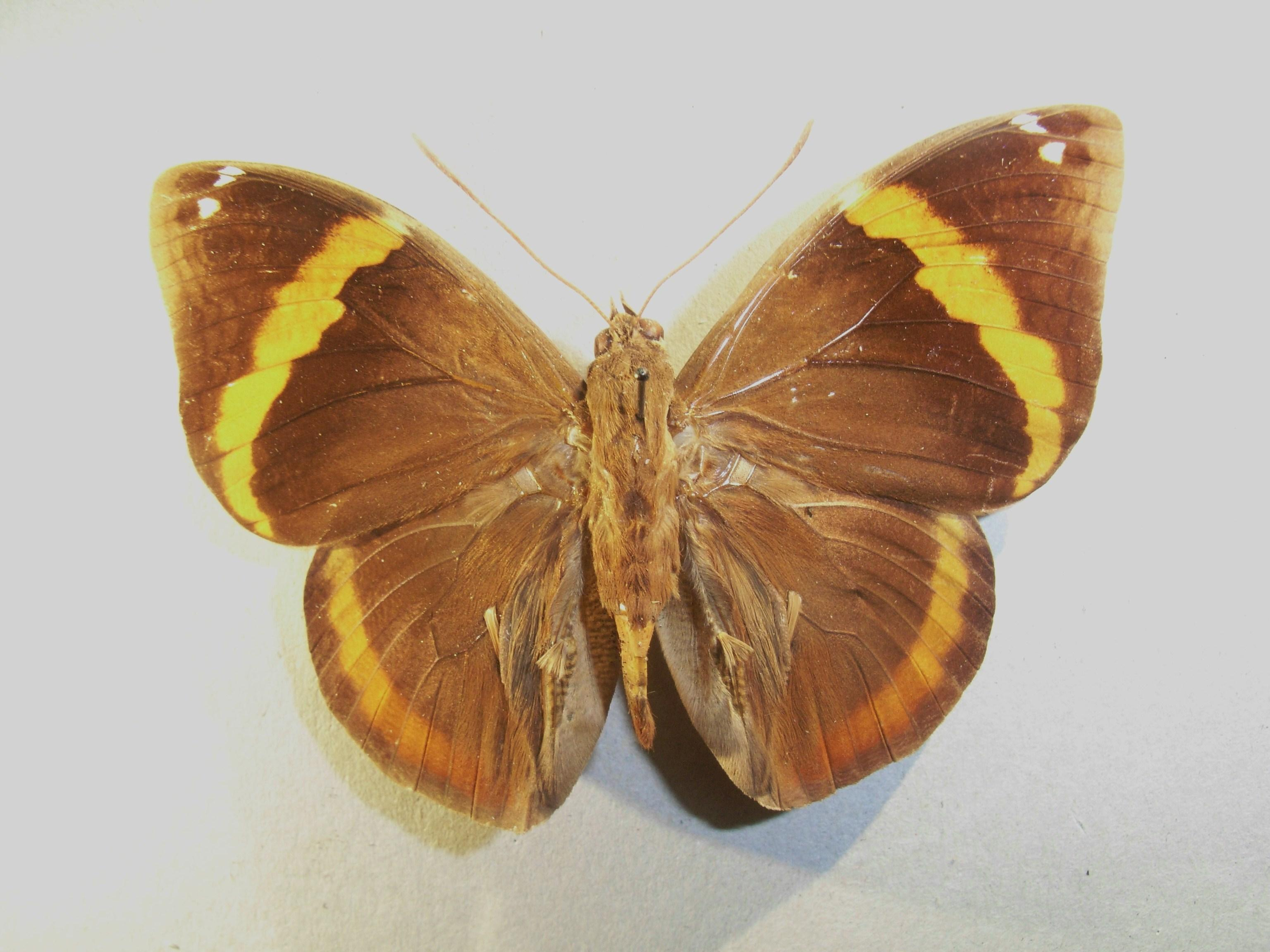